# Casa Obscura
 (septembre 2020).
Si vous disposez d'ouvrages ou d'articles de référence ou si vous connaissez des sites web de qualité traitant du thème abordé ici, merci de compléter l'article en donnant les références utiles à sa vérifiabilité et en les liant à la section « Notes et références ».
La Casa Obscura est un atelier d’artistes multidisciplinaires privé basé à Montréal, Québec, et géré par l’Amicale de la culture indépendante (ACI), un organisme sans but lucratif dont le mandat est la promotion de la culture. Son adresse est le 4381 rue Papineau.
Fondée en 1993 par plusieurs artistes (cinéastes, poètes, plasticiens, musiciens, etc.), dont Richard Brouillette, Alain Arthur Painchaud, Jacques Leduc, Louis Desparois, Jean-Pierre Trépanier, Paul Thinel, Rino Dubé, Pierre Goupil, Pierre Bastien, Claude Fortin, Brigitte Lacasse, Andrée Poitras, Bob McKenna, Serge Pelletier, etc., la Casa Obscura accueille des expositions, des concerts, des ateliers d'improvisation musicale, des ateliers de dessin avec modèle vivant, un ciné-club (Les projections libérantes), ainsi qu'une foule d'autres activités artistiques.
La présidence de l'ACI a été assurée par Fabienne Modica de 2001 à 2020, avec Simon Pagé à la vice-présidence de 2013 à 2020. Depuis 2020, Simon Pagé est président, avec Valéry St-Gelais à la vice-présidence.
La Casa Obscura est un important incubateur de culture à Montréal et célèbre ses 30 années d'existence en 2023-2024.